# 羅馬鎮區 (密歇根州)
羅馬鎮區（英語：Rome Township）是位於美國密歇根州萊納維縣的一個行政鎮區。

## 地方資料
羅馬鎮區的面積為93.00平方千米，當中陸地面積為92.90平方千米，而水域面積為0.10平方千米。根據2020年美國人口普查的數據，當地共有人口1824人，而人口密度為每平方千米19.61人。